# Manolo García
Manuel García García-Pérez (Barcelona, 19 de agosto de 1955), más conocido como Manolo García, es un cantautor y compositor español.
Grabó sus primeros discos con grupos como Los Rápidos y Los Burros, alcanzó el éxito comercial con El Último de la Fila y actualmente continúa su carrera en solitario. Se caracteriza por un sonido pop rock mestizo con ritmos árabes, aflamencados y melódicos y por sus letras que aúnan poesía, lírica y surrealismo.
El artista catalán se ha caracterizado durante toda su carrera por mantener su vida personal muy alejada de su vida pública, por lo que el estado civil de Manolo García, así como su vida privada y todo lo alejado de lo estrictamente artístico, queda fuera del conocimiento popular. No obstante, se sabe que es hermano de la también cantante Carmen García, componente del grupo Carmen.

## Primeros pasos artísticos

### Infancia y primeros pasos en las artes plásticas
Nacido en Les Franqueses del Vallès , e hijo de albaceteños (sus padres son de Férez), su infancia estuvo marcada por sus primeros coqueteos artísticos y las vivencias en un barrio de inmigración barcelonés (Pueblo Nuevo) donde «todos éramos murcianos, andaluces…», en el que se escuchaba sobre todo copla. A la temprana edad de 7 años se encontraba realizando performances en la terraza de su hogar, en las que ya combinaba distintos enfoques artísticos mezclando la pintura con desechos industriales como bidones o plásticos y otros elementos de difícil categorización. Todo ello alternado con sus estudios básicos obligatorios.
El perfil artístico que primero empezó a manifestar fue su afición a la pintura y la plástica. A los 14 años aún continuaba experimentando con las posibilidades de las artes plásticas, dedicándose a probar nuevos productos y pegamentos, mediante una formación totalmente autodidacta y con carácter amateur. No es hasta poco después cuando entra en el mundo laboral como pintor de cuadros al óleo, donde, según Quimi Portet, se convirtió en un especialista en cielos y lagos, debido a que se encargaba de rellenar las zonas azules de los paisajes, generalmente cielos y lagos.
Tras acabar sus estudios básicos, en torno a los 17 años, comienza a dar tumbos en el mundo laboral, con trabajos como empleado de una empresa metalúrgica, donde ganó un concurso de dibujo organizado por la propia empresa, o botones en una agencia de publicidad, al tiempo que seguía su progresión artística. Buscando su vocación, empieza a trabajar en el estudio de diseño gráfico de dicha empresa publicitaria, es entonces cuando decide estudiar diseño gráfico, matriculándose en la Escuela de Artes y Oficios de Barcelona, donde recibe su primera formación especializada sobre las artes plásticas.
A los 21 años, inmerso ya en el mundo de la música siendo componente de diversas bandas locales, trabajaba como diseñador para casas discográficas dedicadas a la realización de versiones (copias piratas) de los LP nacionales de más éxito de mediados de los 70. Durante los seis años de trabajo en dicha discográfica, Manolo García llegó a realizar los diseños de más de 400 carátulas, generalmente de formato casete.
En 1981, al acabar el servicio militar, Manolo García llegó a rodar unas escenas al final de la película, con guion de Francesc Bellmunt, La batalla del porro, a la que llegó por casualidad supliendo a un compañero que no pudo asistir al rodaje.

### Inicio en el mundo de la música
Manolo García comienza su andadura musical también a muy temprana edad, pasando la mayor parte de su juventud conviviendo entre sus dos principales iniciativas artísticas, la pintura y la música. Pero no es hasta los 25 años cuando consigue su primer contrato discográfico.
A los 10 años de edad surgen los primeros intereses acerca del mundo de la música, y en particular del cante, al entrar en el Centre Cultural i Moral del barrio de Pueblo Nuevo; empezó a destacar por su entrega, llegando a desmayarse en una de las actuaciones. Tras unos años en los que su afición por las artes plásticas eclipsó sus intereses musicales, Manolo decide comprar su primera batería con ayuda económica familiar. Tras un tiempo de práctica, pasó a formar parte de un conjunto musical llamado Materia Gris, en el cual García era el batería.
Con Materia Gris, Manolo realizó actuaciones durante cuatro años, todas ellas de carácter local dentro de Cataluña, tocando en fiestas patronales, bautizos y demás celebraciones cotidianas. Tocaban canciones de los grupos nacionales de éxito y canciones populares, aunque solían acabar los conciertos tocando temas de grupos clásicos del rock and roll cuando su público empezaba a escasear. En los últimos momentos antes de la desaparición del grupo, cambió su nombre a Satán.
El siguiente conjunto musical en el que residió fue Silma y su Conjunto, grupo en el que siguieron la misma línea de actuaciones que su predecesor, pero fue en este cuando Manolo empezó a ganar protagonismo como vocalista, ya que Silma, vocalista habitual del grupo, cedía el micrófono para que Manolo García cantara sus primeros temas en directo.
Cuando entró de diseñador gráfico de discográficas de dudosa legalidad, consiguió grabar algunos covers de artistas consagrados como Miguel Bosé, la Orquesta Mondragón, Miguel Ríos o Triana, siendo este último el único al que se tiene acceso. El Cover de Triana presumiblemente de principios de 1980, es el primer documento sonoro conocido donde se recoge la voz del cantante español, está compuesto por 6 canciones de las más populares del grupo, en las que García puso voz y tocó la batería.
Antes de conseguir grabar un álbum con composiciones propias, participó en la grabación de Tengo una idea (1980) del cantante nacido en Argentina, pero residente en España, Sergio Makaroff, junto a otros músicos con los que más adelante formaría su propia banda como son Antonio Fidel, Josep Lluís Pérez y Esteban Martín. Manolo tocó la batería e hizo algunos coros en el disco del cantante argentino como se aprecia en canciones como Explorador celeste.

## Andadura musical

### Los Rápidos y el primer contrato discográfico
Tras grabar el disco de Makaroff, los músicos decidieron unirse en una banda y probar en el mundo musical, incorporando al batería Lluís Visiers para que Manolo García pudiera ser el vocalista del grupo. Con un puñado de temas compuestos grabaron una maqueta, y con tan solo dos meses de ensayos consiguen su primer contrato discográfico, de ahí el nombre que propusieron para su banda, Los Rápidos.
En 1980 graban su primer álbum, titulado Rápidos, que contenía doce canciones de un simple y marcado pop rock, con canciones como Navaja de papel, T.V. o Ruta del sur, de las cuales García escribió casi todas las letras y algunas de las melodías del álbum. A pesar del apoyo de la discográfica, que pretendía hacer de ellos la alternativa catalana a la movida madrileña, el disco fracasó en las tiendas vendiendo en torno a 2000 copias. No obstante, el grupo hizo cerca de 300 conciertos por la geografía catalana, generalmente ante un escaso público; fue ahí donde el grupo empezó a transgredir por el happening teatral que combinaban con su música, usando en los conciertos materiales de dudosa catalogación como duchas de espuma, plásticos, embudos de los que salía humo, bidones industriales o televisores, que además Manolo solía romper en directo con intención de escandalizar.
A pesar de no dejar la carretera, el grupo fue telonero de grupos de la talla de la Orquesta Mondragón y Ramones, a la par que actuaron en el programa televisivo Musical Express.
El grupo tuvo preparadas las canciones que pasarían a formar parte de su segundo álbum, sin embargo la discográfica les retiró el apoyo ante las pocas perspectivas de éxito, así que el grupo se vio abocado a su disolución, aunque sus actuaciones continuaron hasta finales de 1981.

### El encuentro con Quimi Portet y la disolución de Los Rápidos
Mediada la gira del grupo, se produjo el encuentro entre Manolo García y Quimi Portet. Los Rápidos fueron invitados al festival Rock de Lluna, coincidiendo estos con un grupo catalán llamado Kul de Mandril, en el que Quimi Portet tocaba la guitarra a la vez que ponía la voz cantante. A Manolo le agradó la forma de tocar de Portet y le propuso unirse a Los Rápidos para lo que quedaba de gira, a lo que Quimi aceptó.
Los componentes de Los Rápidos se dispersaron tras finalizar la gira, para buscar por separado cada uno su carrera musical. Manolo García se marchó al País Vasco para intentar la formación de una nueva banda musical, con la ayuda de Jaime Stinus y José Luis Dufourg, guitarrista y bajista respectivamente de La Orquesta Mondragón. A pesar de sus esfuerzos no tuvo éxito en su periplo vasco.

### Los Burros
A su regreso a Barcelona, Manolo García encontró a algunos de sus excompañeros, junto a Jordi Vila ensayando nuevas canciones y algunos temas de su etapa anterior. Fue entonces cuando accedió a ser el vocalista de una hipotética nueva formación musical.
Una vez se decidió el nombre del grupo, Los Burros, el grupo empezó a actuar sin ni siquiera tener un contrato discográfico. Incluso comenzaron la grabación de los temas por propia cuenta, autoeditándose con la ayuda de Toni Coromina; una vez hubieron grabado parte de su álbum, no tuvieron problemas para firmar con la discográfica independiente Belter. Así, en 1983 sale al mercado Rebuznos de amor, álbum que combina el estilo sencillo de Los Rápidos con el surrealismo aportado por Quimi, con canciones como Huesos, Mi novia se llamaba Ramón, y otras canciones que ya constaban entre el material inédito de Los Rápidos, y posteriormente pasaron a formar parte del segundo álbum de Los Rápidos, que recopilaba dicho material. Es el caso de Conflicto armado, Disneylandia y Moscas aulladoras, perros silenciosos. Manolo pone la voz a todos los temas vocales y es el principal compositor de los temas, junto a Quimi Portet.
El mercado volvió a darles la espalda en esta nueva aventura musical, sin llegar a superar los 3000 discos vendidos, a pesar de que la crítica se dedicó a ensalzarlos. Belter fue a la quiebra cuando Los Burros ya tenían preparadas las maquetas para un próximo disco, dejando sin renovar la licencia de los discos que editó, entre los que se encontraba Rebuznos de amor. Fue entonces cuando decidieron dar por acabada esta etapa.
Durante esta época, Manolo García y Quimi Portet junto a Jaime Gonzalo formaron una pequeña compañía de discos, llamada Discos Kriminales, en la que se dedicaron a producir algunos sencillos de unos pocos artistas allegados a los fundadores. Sacaron singles de Loquillo y los Trogloditas, y algunos otros grupos de menor importancia como Primero Segunda, además de una gran cantidad de maquetas. Lograron que se editara un sencillo de Kul de Mandril, Jamón de mono, que hasta ahora no habían conseguido producir. Sin embargo, al no verle demasiado futuro al negocio, decidieron dar por acabada la empresa.
En el transcurso de esta etapa, Manolo García participó en el rodaje de Gritos... a ritmo fuerte, del director hispano-portugués José Maria Nunes.

### El Último de la Fila y el éxito comercial
Tras el fracaso comercial de sus discos anteriores, Manolo García decide junto a Quimi Portet unirse en una nueva formación apoyados por la pequeña discográfica independiente PDI, llamando a su grupo El Último de la Fila, grupo con el que le llegaría el éxito y reconocimiento comercial y popular.
La trayectoria musical del artista cambió drásticamente, El Último de la Fila tuvo su primer éxito ganando el concurso de maquetas de la revista Rock Spezial, lo que los hizo merecedores de un precontrato con la discográfica multinacional Virgin, el cual rechazaron para mantener su palabra con PDI.
En 1985, graban su primer disco titulado Cuando la pobreza entra por la puerta, el amor salta por la ventana. El estilo de este disco cambió el concepto musical de los trabajos en los que había trabajado Manolo García, pasó del sencillo pop rock al mestizaje de estilos, dando a sus canciones aires aflamencados y árabes. Todas las canciones están escritas por Manolo y Quimi, y cantadas por Manolo, destacando piezas como Querida Milagros o Dulces sueños. Al año siguiente, 1986, apareció en el mercado el segundo álbum, Enemigos de lo ajeno, con un estilo continuista con su anterior LP y que contenía algunas de las canciones más recordadas del artista como son Insurrección o Aviones plateados. Además, recorrieron toda la geografía española en una extensa gira, dando unos conciertos muy contundentes y energéticos. Los seguidores del grupo empezaban a ser numerosos.
1987 fue un año de publicación de varios trabajos con la participación de García. Salió a la venta Nuevas mezclas, un LP que contenía algunas de las más conocidas canciones de sus dos primeros trabajos, pero regrabadas en un estudio de Londres con un toque distinto. Se convirtió en poco tiempo en el disco más vendido del grupo. Además de este proyecto, Manolo produjo el primer disco de Quimi Portet en solitario, llamado Persones Estranyes, y grabó junto a Quimi y bajo el nombre de Los Burros, con Grabaciones Accidentales (GASA), discográfica que se había hecho con los derechos de las canciones de Los Burros, un mini-LP llamado Jamón de burro que contenía seis canciones muy variopintas, desde una nueva versión de Huesos hasta una canción de Kul de Mandril como Jamón de mono, pasando por composiciones descartadas de aquellos años y alguna canción nueva.
El nuevo disco del grupo no se demoró, Como la cabeza al sombrero sale en 1988. El álbum grabado en Francia es el más acústico del grupo y de toda la carrera de Manolo García, y también considerado por muchos de sus seguidores como el mejor álbum de su carrera, siendo el primero en el que el rock es llevado a un plano secundario. Destacan temas como Ya no danzo al son de los tambores o Llanto de pasión. El grupo superó las ventas de su anterior álbum y se acrecentó muy notablemente la demanda de entradas para sus conciertos. El 10 de septiembre de ese mismo año, Manolo García y Quimi Portet, fueron invitados al concierto Human Rights Now! (Concierto Pro Derechos Humanos) a compartir escenario con artistas del calibre de Bruce Springsteen, Tracy Chapman, Sting, Peter Gabriel y Youssou N’Dour.
El Último de la Fila decide marcharse a una discográfica mayor, EMI, que les permitió tener un sello discográfico propio, Perro Records. Con esta noticia sacaron al mercado Nuevo pequeño catálogo de seres y estares en 1990, el disco más experimental del grupo y de toda la carrera del artista, aunque sin perder el estilo comercial con el que habían conseguido el éxito, con canciones como Cuando el mar te tenga o Músico loco. En poco tiempo se convirtió en su disco más vendido. Tanto en la contraportada del disco como en su gira, incluyeron logotipos de diversas organizaciones ecologistas, mostrando así un lado comprometido y solidario. En este mismo año el grupo fue telonero de Tina Turner en sus conciertos por Europa.
En 1993, el grupo volvió a sacar un disco al mercado, llamado Astronomía razonable, uno de los discos de más éxito de la carrera del artista barcelonés, llegando a vender casi un millón de copias. Contiene algunas de las canciones más carismáticas y reconocibles del artista como Como un burro amarrado en la puerta del baile o Mar antiguo. El disco también salió en una versión para Italia, con seis de los temas cantados en el idioma italiano. Tras un año sabático, salió a la venta en 1995 el último disco del grupo, La rebelión de los hombres rana. El disco sugería unos ritmos más lentos y oscuros que a los que acostumbraba el artista, lo que no gustó a todos los seguidores, pero que contenía talentosas canciones como Sin llaves o Las hojas que ríen. Las ventas sufrieron un leve receso, lo que no afectó a la gira del grupo, donde llenaban los recintos donde actuaban.
Ese mismo año, Manolo García se reunió con los antiguos componentes de Los Rápidos y decidieron publicar la maqueta que contenía las canciones que darían forma a su segundo LP, si este hubiera llegado a publicarse. Así, bajo el nombre de Los Rápidos 2 - Maquetas, el sello Perro Records lo sacó a la venta para dar a conocer unas canciones que de otra forma caerían en el olvido.
Tras dos años en los que no había noticias sobre el grupo, el 13 de enero de 1998 el grupo anunciaba su disolución para probar suerte en solitario, alegando que ya habían dado todo lo que podían juntos y lo mejor era trabajar cada uno por su lado. Fue justo en ese instante cuando empieza la carrera en solitario de Manolo García.
En una entrevista concedida en marzo de 2014, Manolo García afirmó que el grupo se disolvió porque Quimi Portet "empezaba a estar incómodo con el tema lingüístico".

### Inicio de su trayectoria en solitario: Arena en los bolsillos
En el mismo año de la separación, Manolo García saca al mercado su primer trabajo en solitario, Arena en los bolsillos, grabado en Londres con la ayuda de Nacho Lesko y Pedro Javier González, consiguiendo en su primera semana el primer puesto de la lista de ventas AFYVE y logrando más de 900 000 discos vendidos durante su presencia en dicho listado. El cantante catalán se convertía así en uno de los pocos artistas españoles que al dejar atrás una banda, mantenían el mismo éxito comercial en solitario. Fue debido a que el disco contenía canciones que iban desde el pop melódico más intimista hasta el rock and roll que caracterizó al artista en sus primeros grupos. Así, canciones de este mismo disco como Pájaros de barro, A San Fernando, un ratito a pie y otro caminando o Como quien da un refresco fueron del agrado de la gran mayoría de seguidores que se habían aficionado a las canciones del músico en sus anteriores etapas. La gira que a continuación emprendió el artista le llevó a actuar en casi 100 conciertos por todo el territorio español con un rotundo éxito. Fue el primer disco editado con Perro Records desde que este sello musical decidiera distribuir con la multinacional BMG. Con este álbum consiguió los premios amigo a "Mejor solista masculino español" y al "Mejor álbum español" y tres premios de la música como "Mejor artista pop", "Mejor álbum" y "Mejor producción artística", además del premio ondas al "Mejor artista en directo".
Al año siguiente, 1999, reunió en una caja recopilatoria todos los sencillos editados de su primer trabajo en solitario, sacándolo al mercado bajo el nombre de Singles - Arena en los bolsillos, en edición limitada de 50 000 copias. El valor del box set residía, además de en los temas ya incluidos en el disco, en las caras B de dichos singles, entre los que se encontraban versiones en directo, maquetas y alguna nueva versión de los temas del álbum. Junto con los CD, se incluían postales con ilustraciones y fotos del artista y un póster.

### El segundo trabajo en solitario: Nunca el tiempo es perdido
Tras dos años de silencio, Manolo García volvía a grabar un nuevo disco en 2001, esta vez con solo la coproducción del guitarrista Pedro Javier González. Su nuevo álbum Nunca el tiempo es perdido fue grabado entre Gerona, Barcelona y París, y mezclado en Los Ángeles, contiene trece canciones pop con un toque más intimista que su primer trabajo en solitario y con mayor protagonismo de violines y elementos acústicos, destacando temas como «Nunca el tiempo es perdido», «Prendí la flor» o «Rosa de Alejandría». Las expectativas creadas con su anterior álbum hicieron de este segundo trabajo número uno en ventas durante las primeras semanas tras su salida, llegando a vender más de medio millón de copias. Manolo salió de nuevo a la carretera para presentar el disco en directo, tan solo dos días después de que el álbum se pusiera a la venta, realizando 72 conciertos durante 5 meses, con más de 500 000 asistentes. Acabada la gira, la demanda de directos llevó al cantante español a realizar una mini gira acústica por teatros y otros recintos de menor aforo hasta febrero de 2002. Este nuevo álbum estuvo acompañado de los Premios Amigo a mejor solista masculino español y mejor álbum español, uno de los premios de la música por mejor álbum pop y un premio ondas por toda su contribución al pop español.
Como ya hizo con su primer trabajo en solitario, Manolo García volvió a reunir sus sencillos en una caja recopilatoria de carácter artesanal, para sacarlo a la venta bajo el extenso título de Los sencillos + Canciones en directo gira 2001-2002 - Nunca el tiempo es perdido. En esta ocasión, además de incluir los sencillos comerciales con sus caras B, incluyó versiones en directo de su gira acústica y dos canciones nuevas improvisadas durante un concierto de la gira, que son «Graná» y «Blues de la patilla».
A finales de noviembre de ese mismo año, se produjo un incidente que irritó al cantante y compositor catalán. El programa de televisión Operación Triunfo utilizó una canción del artista, Pájaros de Barro, pagando los derechos correspondientes pero sin pedir permiso al propio autor. Bajo el nombre de Operación Triunfo y el derecho a la disidencia, Manolo García realizó una queja pública donde dejó clara su postura y criticó con dureza y abiertamente el planteamiento artístico del programa y su excesiva orientación comercial.

### Influencias musicales brasileñas, en su tercer trabajo solista: Para que no se duerman mis sentidos
2004 fue el año en el que Manolo volvió a publicar disco, así tras dos años alejado del panorama musical sale al mercado Para que no se duerman mis sentidos, su tercer álbum en solitario, en el que mantiene los mismos esquemas musicales de sus anteriores trabajos bajo la coproducción de Nacho Lesko y Pedro Javier González, como es habitual. Para esta ocasión, el artista catalán viajó a Brasil con la intención de grabar allí algunas de las canciones del álbum, como Para que no se duerman mis sentidos o Niña Candela. El resto del disco se grabó en Gerona y Barcelona con los músicos habituales. Además de las ya nombradas, de este álbum destacan temas más rítmicos que los de sus anteriores trabajos, como Malva o Si te vienes conmigo, y otros temas más acústicos como Una tarde de sol. El disco fue editado junto a un DVD que contenía un videoclip y vídeos artísticos de otras nueve canciones. Como en todos sus trabajos en solitario hasta ahora, el disco se colocó líder en ventas, según AFYVE, durante las semanas adyacentes a la salida del álbum. Cuenta además con el premio ondas al "Mejor artista español".
Al no haber editado más que un par de sencillos comerciales, en vez de realizar una nueva recopilación con todos los sencillos del disco, tras la gira Manolo García volvió a meterse en el estudio de grabación para editar Singles, directos y sirocos. La nueva rareza musical del artista se compone de una caja recopilatoria con dos CD y un DVD y salió a la venta durante la Navidad de 2005. El primer CD, denominado Singles y sirocos, contiene catorce temas entre los que hay cinco canciones nuevas como Solo amar o Viento ardiente, algunas versiones distintas de los temas del álbum, una maqueta llamada Combustión (Incendio) y una canción en directo. El segundo CD tuvo por nombre Canciones en directo y contenía algunas de las canciones que ofreció durante la gira. El DVD estaba compuesto por la grabación de siete canciones durante uno de los conciertos de la gira, junto con un videoclip.
En abril de 2007, el cantante catalán viajó a América para realizar una gira por países latinoamericanos. Acorde con ella se editó una versión de Para que no se duerman mis sentidos incluyendo dos temas más de los ya incluidos en sus discos anteriores: Pájaros de barro y Nunca el tiempo es perdido. Como herramienta de promoción se creó una nueva página web oficial exclusiva.

### Música griega influenciando su cuarto trabajo en solitario: Saldremos a la lluvia
El 13 de mayo de 2008 salió a la venta su cuarto disco en solitario: Saldremos a la lluvia. Gran parte del disco se grabó en Creta (Grecia), con importantes influencias de la música griega. Resulta un disco más claro que de costumbre en cuanto a las realidades sobre las que Manolo quiere hacer reflexionar, con especial énfasis en la ecología . Cuenta con la colaboración de músicos de Ojos de Brujo, y las mezclas corrieron a cuenta de Neil Dorfsman, ingeniero de sonido que ha trabajado con Eric Clapton, Mark Knopfler y Oasis.
En el álbum, menos eléctrico y más sereno que los trabajos habituales del artista catalán, destacan baladas como Los cítricos amantes, escasos temas roqueros como Provincia de Río Negro y sobre todo composiciones en medio-tiempo como Saldremos a la lluvia, Tu pequeña tienda o el primer sencillo del álbum: No estés triste.
En la primera semana que estuvo a la venta se colocó primero en la lista de Promusicae y obtuvo un disco de platino. Manolo García realizó durante 2008 y 2009 dos extensas giras que le llevaron a tocar en directo por toda la geografía española.

### Entregado a su guitarra, al lienzo y al papel, llega su quinto trabajo solista: Los Días Intactos
Tras el fin del verano del 2011, vuelve al trabajo entre Figueras, España (Music Lan Recording Studios) y Los Ángeles, California (Ocean Way Recording), haciéndose realidad el que quizá sea uno de sus proyectos más ambiciosos de su carrera: la publicación un libro que recoge escritos y dibujos; la inauguración de una exposición de las pinturas, firmadas por el propio artista y la edición de un álbum inédito; más cercano al trabajo de sus dos primeros discos como solista, pero con los toques alternativos que han caracterizado a los dos subsecuentes. Los días intactos es considerado su álbum más "natural", el título de la placa se refiere a “los días vírgenes, cuando todavía te ha agredido la realidad, cuando has decidido no leer los periódicos, cuando te apetece escuchar buena música y, quizás, pintar o componer algo”. Contó con la colaboración de la cantante catalana Ivette Nadal en el tema «Creyente bajo torres de alta tensión», siendo así el primer artista invitado en toda la discografía de Manolo García en solitario.

### Vuelta a los inicios, guitarras rockeras invaden su sexta producción solista: Todo es ahora
"Mis primeros grupos eran de rock. Pero antes estuve 10 años con formaciones de baile y verbena, en las que aprendí el oficio e intentábamos colar temas roqueros de madrugada, para los jóvenes que quedaban. En los setenta había mucha música nueva. Yo era un chaval del Poblenou y descubrí a Bowie, Hendrix, Dylan, unos tíos peludos que venían de lejos en un disco que me traía un colega y me dejaba patidifuso. Claro, con 16 años, yo pensaba que quería eso. Y es que lo que tenía detrás olía a quemado, por lo menos en este Estado, que antes no lo era. Era el aliento en el cogote del monstruo, represión, los grises, palos en la universidad. Esto era una bocanada de aire fresco. Por eso hago ahora un disco con guitarras, porque mi pasado es de rock. Aunque en tres discos míos quizás me puse más pop, menos rock".
Su carrera discográfica ha tomado un rumbo sólido, que repite periodicidad y modus operandi: disco nuevo cada tres años, grabado en el extranjero (Estados Unidos, Brasil, Grecia) y con músicos que desconoce. Sigue expresándose a través del arte, sin prisas pero sin pausas. Pero sigue creyendo que un mundo más sencillo y con menos consumo, sería más razonable. El tema medioambiental, algo que le preocupa, iría mejor, y viviríamos de forma más pausada. No habla de miseria, sino de equidad en el modo de funcionar. Repartir tareas. Y eso nos llevaría a la palabra mágica: utopía.
Tras su publicación, Todo es ahora alcanzó el segundo puesto en las listas de discos más vendidos en España, el 2014.

### Séptima y más reciente producción musical en solitario: Geometría del rayo
Geometría del rayo, su nuevo trabajo, llega solo unos meses después del álbum “Todo es ahora, En directo“, un doble CD en el que el barcelonés ofrecía una singular propuesta que combinaba dos partes: una en la que le arropaba la banda de su anterior disco de estudio, titulado de manera homónima, y otra con los músicos habituales de sus conciertos.
De la imaginación de Manolo García no paran de emerger canciones sensacionales, únicas, obras maestras de la ingeniería sonora, siempre inconfundibles y siempre distintas, que solo Manolo es capaz de armar. Hay que remontarse a 2014 para encontrar su anterior material de estudio, con el que llegó a ser Disco de Platino y que le reportó el unánime reconocimiento de crítica y público. Su regreso coincide con su gira de Teatros, que diera comienzo el 6 de abril de 2018, con el cartel de entradas agotadas en casi todas las fechas. Después tendría lugar una gira de grandes recintos en otoño de ese mismo año. Cerraría el 2018, galaradonado como Best Pop/Rock Album (Mejor Álbum de Pop/Rock) del Latin Gammy.

## Pintor amateur
Manolo García ha mantenido siempre un gran interés en la pintura artística. A pesar de gozar de un cierto reconocimiento, el artista niega haber obtenido remuneración económica alguna por lo que, según él mismo, sigue siendo solo una afición. A pesar de ello, ha publicado dos libros en el mercado, cuyo contenido principal son reproducciones de sus cuadros. Según García, su afinidad a la pintura es una forma de alejarse de la comercialidad y la tecnología que impera en el mundo. Respecto a la relación entre su pintura y su música en una entrevista declaró: Tal y como fusiono, escribo y ligo instrumentos en la música lo hago en la pintura. Soy bastante barroco y rococó. Recargo los cuadros. Del título de un cuadro se me ocurre una canción y cojo la guitarra. Con la pintura me mancho entero, a veces pinto con los dedos. Tengo la suerte de pasarme días y mañanas enteras porque las horas me pasan muy deprisa creando.
La mayor parte de la obra pictórica del catalán la ha regalado a particulares o donado a alguna actividad programada u organización benéfica, sin ánimo de lucro. Su estilo aúna el arte naíf con los rasgos más característicos del surrealismo, el impresionismo y el paisajismo, con influencias de los pintores catalanes de finales del siglo XIX y principios del XX.
Se pueden apreciar algunas de sus obras en las portadas de ciertos álbumes de su carrera. Así, la portada de Arena en los bolsillos está ilustrada por su pintura al óleo Pulpo y el escolar, y en Nuevas mezclas, Manolo hizo una reproducción al óleo de una fotografía de Bob Collins para ilustrar la portada. En 1992, Manolo publica De arrebatadora vida, una recopilación de los cuadros pintados por él mismo entre 1985 y 1992.
La primera exposición sobre su obra fue en Menorca en 1992. Después, ha expuesto en varias ocasiones más en Segovia, Almería, Barcelona, Albacete y Córdoba. En diciembre de 2022 expone por primera vez en Madrid, en el Centro Cultural Casa de Vacas en el parque del Retiro.
No es hasta 2004 cuando saca al mercado otra recopilación de sus obras pictóricas llamada Vacaciones de mí mismo. Esta vez, sus cuadros estaban acompañados por la gran mayoría de las letras escritas por el artista durante toda su carrera y numerosas fotografías.
Para 2011 en El fruto de la rama más alta - Apuntes de campo de un escéptico participativo -, Manolo ha vertido lo más representativo de su producción literaria y artística de los últimos años, creando una original e impactante obra en la que el lenguaje visual y el lenguaje escrito se entrelazan para capturar y transmitir su sensibilidad

## Obra en solitario
Para la discografía de Manolo García en los grupos a los que perteneció, véase Los Rápidos, Los Burros y El Último de la Fila.

### Discografía básica
- Arena en los bolsillos (BMG, 1998)
- Nunca el tiempo es perdido (BMG, 2001)
- Para que no se duerman mis sentidos (BMG, 2004)
- Saldremos a la lluvia (Sony Music, 2008)
- Los días intactos (Sony Music, 2011)
- Todo es ahora (Sony Music, 2014)
- Geometría del rayo (Sony Music, 2018)
- Mi vida en Marte (Sony Music, 2022)
- Desatinos desplumados (Sony Music, 2022)
- Drapaires Poligoneros. (2025, Sony Music/Perro Records)

### Discografía extendida
- Arena en los bolsillos: Singles (BMG, 1999)
- Nunca el tiempo es perdido: Los singles + canciones en directo gira 2001-2002 (BMG, 2002)
- Singles, directos y sirocos (BMG, 2005)
- De mares y visiones (BMG, 2010): Recopilatorio editado solo para Latinoamérica.
- Saldremos a la lluvia, Digibook Edición especial. (DVD+CD). (2008, Sony Music)
- Todo es ahora, En directo. (Doble CD) (2017, Sony Music)
- Geometría del Rayo. En Directo, Oviedo. (Doble CD+DVD) (2018, Sony Music/Perro Records)
- Geometría del Rayo. Edición Especial. (Triple CD+DVD) (2018, Sony Music/Perro Records): Contiene los álbumes Geometría Del Rayo + Geometría Del Rayo. En Directo, Oviedo
- Acústico, Acústico, Acústico. (Doble CD+Doble DVD) (2020, Sony Music/Perro Records)
- Mi vida en Marte / Desatinos desplumados. Doble CD.(2022, Sony Music/Perro Records)

### Sencillos
De "Arena en los bolsillos"
- «Pájaros de barro» (BMG, 1998)
- «Carbón y ramas secas» (BMG, 1998)
- «Zapatero» (BMG, 1998)
- «Como quien da un refresco» (BMG, 1998)
- «A San Fernando, un ratito a pie y otro caminando» (BMG, 1999)
- «Sobre el oscuro abismo en que te meces» (BMG, 1999)

De "Singles - Arena en los bolsillos"
- «Prefiero el trapecio» (BMG, 1999)

De "Nunca el tiempo es perdido"
- «Nunca el tiempo es perdido» (BMG, 2001)
- «Somos levedad» (BMG, 2001)
- «Un plan» (BMG, 2001)
- «Prendí la flor» (BMG, 2001)
- «Rosa de Alejandría» (BMG, 2002)
- «Vendrán días» (BMG, 2002)

De "Los singles + Canciones en directo gira 2001-2002 - Nunca el tiempo es perdido"
- Los singles de "Nunca el tiempo es perdido" (BMG, 2002)

De "Para que no se duerman mis sentidos"
- «Para que no se duerman mis sentidos» (BMG, 2004)
- «Una tarde de sol» (BMG, 2004)
- «Niña Candela» (BMG, 2005)
- «Si te vienes conmigo» (BMG, 2005)

De "Singles, directos y sirocos"
- «Sólo amar» (BMG, 2005)
- «Ardió mi memoria» (BMG, 2006)

De "Saldremos a la lluvia"
- «No estés triste» (BMG, 2008)
- «Sabrás que andar es un sencillo vaivén» (BMG, 2008)
- «Saldremos a la lluvia» (BMG, 2009)

De "Los días intactos"
- «Un giro teatral» (Sony Music, 2011)
- «Sombra de la sombra de tu sombrero» (Sony Music, 2011)
- «Lo quiero todo» (Sony Music, 2011)

De "Todo es ahora"
- «Es mejor sentir» (Sony Music, 2014)
- «Campanas de libertad» (Sony Music, 2014)
- «Caminaré» (Sony Music, 2014)
- ´´Llanto de pasión``

De "Geometría del rayo"
- «Nunca es tarde» (Sony Music, 2018)

De "Mi vida en Marte"
- «Un poco de amor» (Sony Music, 2022)

De "Desatinos desplumados"
- «Laberinto de sueños (en las geometrías del rayo)» (Sony Music, 2022)

### Rarezas
- Covers de Triana (Grabación ilícita, posiblemente en 1980)
- «Niña Candela» (DVD promocional) (BMG, 2005)

### Colaboraciones
- Década de 1980
  - Participa en varios recopilatorios infantiles, componiendo, junto a Quimi Portet, las canciones «Paco el cien piés» (Isidoro) y «Contento» (Grupo Nins) o «Contenta» (Estefanía y las Gominas). En solitario, compuso también para las agrupaciones Enrique y Ana y Parchis.[29]
- 1980
  - Sergio Makaroff - Tengo una idea (LP, Epic/CBS), toca la batería y realiza algunos coros.
- 1982
  - Telegrama - Sencillo «La chica del metro», realiza el diseño de la carátula frontal y trasera.
- 1983
  - Código Neurótico - Totus tous (EP, dDomestic Records), produce el álbum.
  - Distrito 5 - Heidai (Sencillo, dDomestic Redords), junto a Quimi Portet, realiza la producción artística.
  - Kul de Mandril - Sencillo vinilo de 7´´ editado por Discos Kriminales, participa como segunda voz en el tema «Jamón de mono»
  - Loquillo y los Trogloditas - «Vaqueros del espacio» (Sencillo, Tres Cipreses), realiza los coros.
- 1984
  - Los Diablos - Fruta fresca (LP, Belter), junto a Quimi Portet y Antonio Fidel compone el tema «Estoy hecho un bacalao».
  - Europa 2 - Europa 2 (LP, Hispavox), compositor y coros de todos los temas.
- 1985
  - Loquillo y los Trogloditas - Los singles (maxisencillo, Tres Cipreses), con Quimi Portet realiza los coros en «Vaqueros del espacio» y «Hawaii 5.0», además de que coprodujeron «Avenida de la luz».
  - Primavera Negra - Primavera negra (Mini LP, Twins), realiza los coros y produce el álbum junto a Quimi Portet.
  - Marc Almond - The House is Haunted (Sencillo y maxisencillo, Virgin), compuso el tema «Cara a cara».
- 1987
  - Quimi Portet - Persones estranyes (LP, GASA), produce el álbum.
- 1993
  - María del Mar Bonet - El.las (LP, BMG), pone la segunda voz al tema «Noies voramar».
- 1997
  - Quimi Portet - Hoquei sobre pedres (LP, EMI), segunda voz en el tema «Massa».
  - Clandestinos - De amores y odios (LP, Clan Records), realiza los coros en «Morena» y «Soñé».
- 2001
  - Miguel Ríos - Miguel Ríos y las estrellas del rock latino (CD, Rock&Ríos Records), realiza la segunda voz en el tema «Insurrección» de El Último de la Fila. Con esta misma canción, actuaron en 2006 para el concierto "40 años de los 40 Principales" y del cual existe registro en el doble DVD titulado "Los n.º 1 de 40 en Concierto".
- 2005
  - Joan Manuel Serrat - SERRAT... eres único! VOL. 2 (CD, BMG), interpreta una versión del tema «Para la libertad».
- 2007
  - Carmen - ¿Escapas o sólo caminas? (LP, Perro Records), realiza la segunda voz en los temas «Rueda que irás muy lejos» y «La puerta abierta».
- 2008
  - Los Secretos - «Volver a ser un niño» en el álbum Gracias por elegirme - Las Ventas, 10 de octubre.
  - Los Chichos - «Quiero ser libre» en el disco Hasta aquí hemos llegado.
  - Varios Intérpretes - Colabora con el tema «No estés triste», en el CD+DVD por el 60 ANIVERSARIO DE LA DECLARACIÓN UNIVERSAL DE LOS DERECHOS HUMANOS.
- 2010
  - Miguel Ríos - Participa en «El blues del autobús», en el álbum en directo para la gira de despedida Bye Bye Ríos - Rock hasta el final.
  - Ojos de Brujo - Colabora en «Baraka», en el recopilatorio Corriente Vital.
  - Macaco - Dueto en «Seguiremos» en la Edición Especial del disco doble El vecindario.
  - Rocío Dúrcal - «Luz de luna» de Álvaro Carrillo, en el álbum homenaje titulado Una estrella en el cielo.
  - Natalia Lafourcade - «Pájaros de Barro» y «Cursis Melodías», interpretando a dueto para las Lunas del Auditorio Nacional, de la Ciudad de México.
- 2012
  - María Dolores Pradera - En el disco Gracias a vosotros Vol. 1, versiona «No volveré» de la autoría de Ernesto Cortázar y Manuel Esperón.
- 2013
  - Alejandro Sanz - Dueto en «No me Compares» en el álbum La música no se toca en vivo.
- 2015
  - Junto a Juanito Valderrama, interpreta la canción «Al Compás de una Guajira», para el álbum Juanito Valderrama (1916-2016).
- 2016
  - Ricardo Marín - Canta a coro el tema «Dónde los ríos se hacen mar», incluido en el disco Buenas intenciones.
  - Carmen García - Colabora como segunda voz en «Habitación de hotel (Versión eléctrica)» y toca las guitarras eléctricas en «Lejos de todo» para el álbum Sid.
  - Ivette Nadal - «No saps el mal que em fas» en el disco Tornar a mare.
- 2017
  - Antonio Fidel y Los Navegantes - con Quimi Portet «No volver» y con Adrià Puntí «Sed de Vien» en el disco Canciones de otro lado. También participan Los Rápidos con la canción «Metro» y Los Burros con «Frère Jacques».
  - Asfalto - Álbum en directo Sold out, grabado (febrero 4) en la "Sala La Riviera", Madrid; colabora con los temas «Todos los días» y «Días de escuela».
  - Joan Manuel Serrat - participando con además Judit Neddermann, Sidonie, Ismael Serrano, Gemma Humet, Gossos, Els Amics de les Arts, Jofre Bardagi, Antonio Orozco, Pablo López, Joana Serrat, Shuarma, Companyia Elèctrica Dharma, Santi Balmes, Marina Rossell, Estopa, Manu Guix y Feras Almalat; en el videoclip dirigido por Marc Barceló, para la campaña a favor del derecho de asilo para los refugiados afectados o que huyen de las guerras, del hambre, de la persecución política, por motivos de orientación sexual o por sus creencias, por la organización "Casa nostra, casa vostra (Casa nuestra, es vuestra casa)[30] ", con la canción «Mediterráneo».[31]
- 2019
  - Elefantes - «Agua», compuesta por Shuarma y Benjamín Prado, lanzada mediante sencillo digital y video promocional, buscando contribuir con el trabajo de Oxfam Intermón.[32]
  - Dani Flaco - En el álbum Al alimón con el tema «Versos y madera».
  - Amaral - Dueto en el tema «Con la frente marchita», para el álbum Ni tan joven, ni tan viejo - Tributo a Joaquín Sabina.
  - Estopa - «La raja de tu falda», dueto para una Gala Especial de Nochebuena transmitida por La 1 TVE.
- 2021
  - Andrés Calamaro y el guitarrista Vicente Amigo - En el álbum Dios los Cría, con la canción «Para No Olvidar».[33]
  - Los Secretos - Concierto Homenaje a Enrique Urquijo. Desde Que No Nos Vemos «La Calle del Olvido».
- 2025
  - Loquillo - TBA «El rompeolas».

## Libros

### De pintura
- De arrebatadora vida. España: Editorial Can S.L. 1992. ISBN 9788460425908. - Reproducciones de sus cuadros entre 1985 y 1992.
- Vacaciones de mí mismo: todas las canciones. España: Ediciones Temas de Hoy. 2004. ISBN 9788484603887. - Recopilación de la mayoría de sus cuadros, fotografías y letras de canciones de toda su carrera, así como los carteles de sus exposiciones realizadas hasta 2004.
- El fruto de la rama más alta. España: Ediciones Temas de Hoy. 2011. ISBN 9788499980393. - Apuntes de campo de un escéptico participativo.

### De poesía
- El fin del principio. España: Editorial Aguilar. 2020. p. 260. ISBN 9788403521759. - Un poemario que constituye un punto y aparte, un viaje de ida y vuelta, para el que no hay billete de regreso.

### De relato
- Títere con cabeza. España: Editorial Aguilar. 2024. p. 153. ISBN 9788403523265. - Beatus ille moderno, una crítica desde el humor y la reflexión cáustica a nuestra vida actual, tan llena y tan vacía.